# Валье, Хуан Альфонсо
Хуа́н Альфо́нсо Ва́лье (исп. Juan Alfonso Valle; 1905, Перу — дата смерти неизвестна) — перуанский футболист, полузащитник, участник чемпионата мира 1930 года (как запасной игрок).

## Клубная карьера
Хуан Альфонсо Валье выступал за перуанский клуб «Чирколо Спортиво Итальяно».

### Карьера в сборной
Был среди футболистов, сформировавших команду для участия в первом чемпионате мира под руководством тренера Франсиско Бру, однако участия в матчах турнира не принимал.